# Turkawka (zwyczajna)
Turkawka (zwyczajna) (Streptopelia turtur) – gatunek średniej wielkości ptaka wędrownego z rodziny gołębiowatych (Columbidae). Narażony na wyginięcie.

## Występowanie
Zamieszkuje Europę, Wyspy Kanaryjskie, północną Afrykę, Sudan i środkowo-zachodnią Azję po Afganistan i obszary dalej na wschód do północno-zachodnich Chin. W Europie najwięcej osobników zasiedla Rosję, Turcję, Hiszpanię i Francję. Przeloty w IV – V i VIII – IX. Zimuje w afrykańskich rejonach pasa sawann od Senegalu po Etiopię. Niektóre populacje mają swe zimowiska bliżej, tzn. w basenie Morza Śródziemnego.
W Polsce można ją spotkać na terenie całego kraju, w tym w niższych górach. To średnio liczny, miejscami nieliczny, ptak lęgowy. W Polsce i Europie Środkowej turkawkę uznaje się za zwiastuna prawdziwej wiosny, bo przylatuje na przełomie kwietnia i maja, podczas gdy inne dzikie gołębie są już w naszych lasach od marca.

## Podgatunki
Obecnie wyróżnia się 4 podgatunki S. turtur:
- S. t. turtur (Linnaeus, 1758) – Europa, Madera i Wyspy Kanaryjskie po zachodnią Syberię
- S. t. arenicola (Hartert, 1894) – północno-zachodnia Afryka po Iran i północno-zachodnie Chiny
- S. t. hoggara (Geyr von Schweppenburg, 1916) – góry Aïr i Ahaggar (południowa Sahara)
- S. t. rufescens (C. L. Brehm, 1845) – Egipt i północny Sudan

Proponowano też wyróżnienie podgatunku S. t. isabellina, który miałby obejmować populacje z Doliny Nilu i oazy Fajum, ale nie jest on obecnie uznawany. 

## Charakterystyka

### Cechy gatunku
Ptak o drobnej i smukłej sylwetce. Obie płci tej samej wielkości i podobnie ubarwione. Upierzenie: sino-szary spód, wierzch wzorzysty, łuskowaty – grzbiet i pokrywy skrzydeł brązowordzawe z ciemniejszymi czarnymi plamami w środku piór. Gardło i pierś z różowo-beżowym nalotem, brzuch biały. Na bokach szyi trzy czarno-białe prążki (czasem brązowe paski). Na ogonie dwie sterówki środkowe są ciemne, szarobrązowe, a boczne mają białe pióra. Tęczówki pomarańczowe, a nogi czerwone. Młode ptaki mają mniej intensywne i bardziej jednolite ubarwienie w porównaniu z ptakami dorosłymi. Po bokach szyi brakuje i czarno-białych prążków. Mają brązowe oczy.
Turkawki są nieco większe od kosów, ale mniejsze od gołębi miejskich, choć mają dłuższy ogon. Od podobnych sierpówek różnią się innym, bardziej zróżnicowanym odcieniem oraz wzorem i brakiem czarnego „sierpa” na szyi. W trakcie szybkiego lotu nad terenem otwartym przechylają na zmianę swe ciało raz na lewą, raz na prawą stronę, co świadczy o świetnych zdolnościach lotniczych. Potrafią zwinnie manewrować pomiędzy koronami drzew. W powietrzu widać u nich czarnobrązowy, ciemny ogon, który kończy się białym prążkiem, szczególnie widocznym w czasie zrywania się lub lądowania.

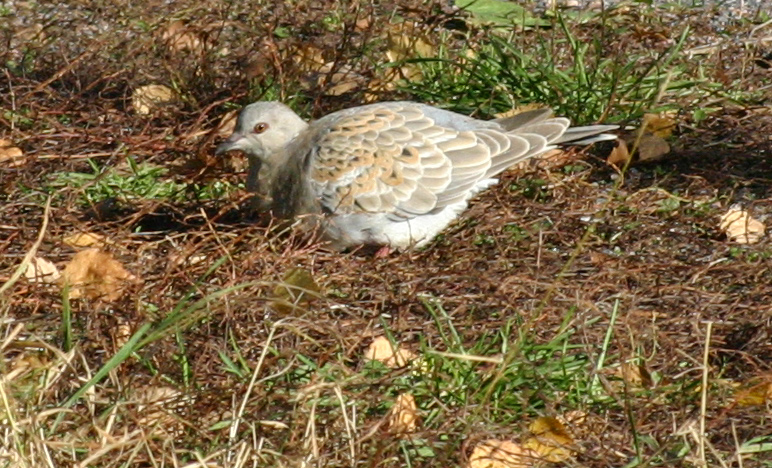
Odpoczywająca w słońcu turkawka, Helsinki

### Wymiary średnie
długość ciałaok. 27 cm
rozpiętość skrzydeł54 cm
masa ciałaok. 140–160 g

## Biotop
Rzadkie lasy liściaste i mieszane (często skraje lasów), młodniki, zadrzewienia śródpolne i bagienne, parki, duże ogrody, w Afryce oazy. Lęgną się najczęściej na stepach i w lasostepach, więc szukają półotwartych terenów rolniczych ulokowanych w pobliżu wody, zwłaszcza potoków. W Europie Środkowej występuje głównie na suchych obszarach dolin rzecznych i nizin. Swe gniazda budują w olsach z bujnym podrostem i podszytem, w żywopłotach, winnicach, lasach zamkniętych, sadach i ogrodach z pojedynczymi zadrzewieniami.

## Okres lęgowy

### Toki
Gdy samiec przyleci na lęgowiska odzywa się specyficznym i znanym „turr-urr-urr-urr” (od którego wzięła się nazwa tego ptaka). Odgłosy te mają przywabić oczekujące samice i ostrzec inne samce o zajęciu danego krzewu lub fragmentu lasu. W danym sezonie zachowują monogamię.

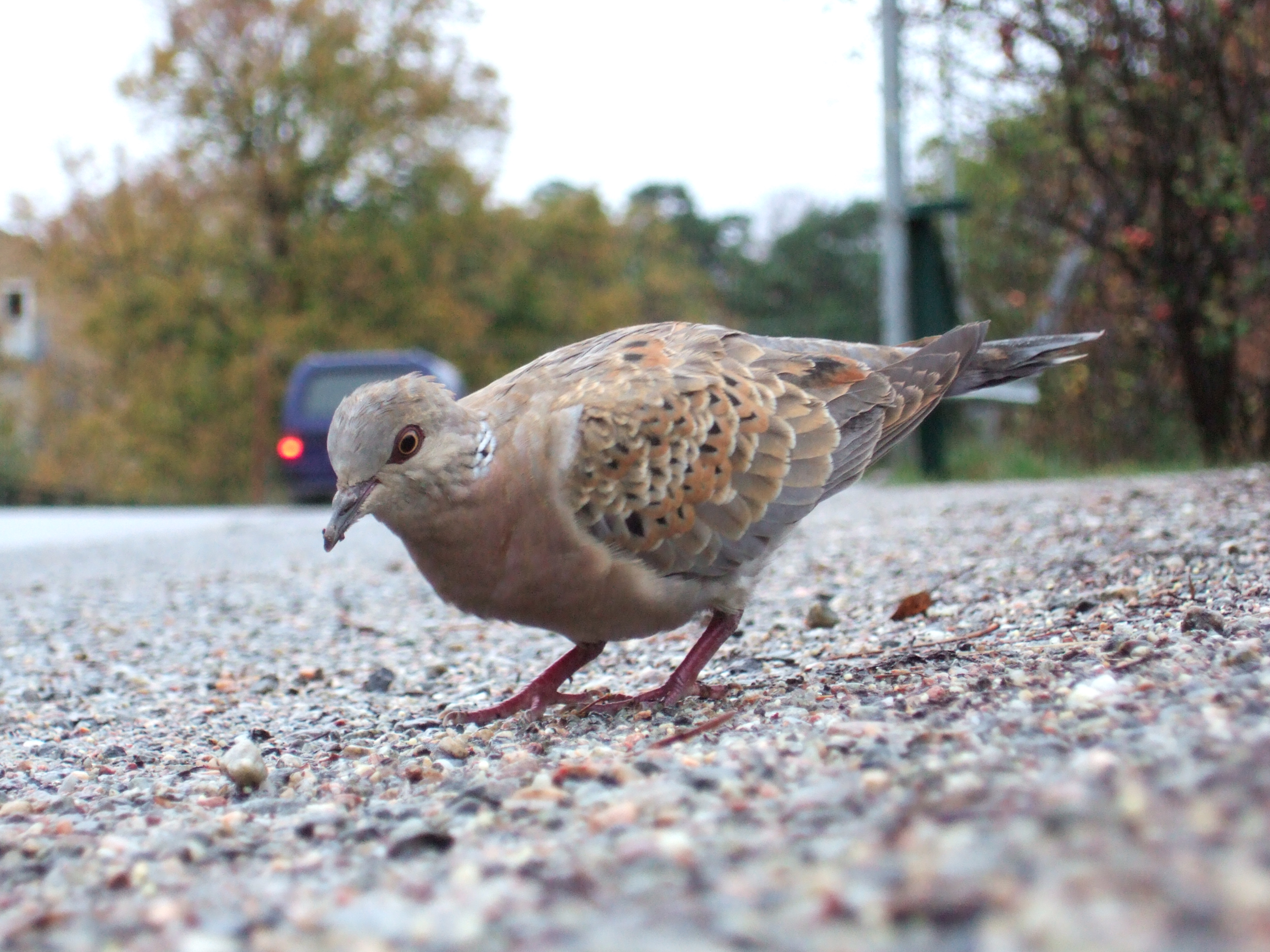
Osobnik młodociany, Szwecja

### Gniazdo
Płytkie gniazdo, z luźno ułożonych, cienkich, prześwitujących gałązek w podstawie. Dno nie jest niczym wysłane. Ulokowane jest dość nisko nad ziemią, przeważnie w krzewach, w gęstwinie gałęzi, które zabezpieczają i ukrywają gniazdo z pisklętami. Czasem zdarza się turkawkom budować swój lęg z dość niecodziennych materiałów jak znaleziony na ziemi cienki, giętki drut. Lęgną się zarówno pojedynczo, jak i kolonijnie.

### Jaja

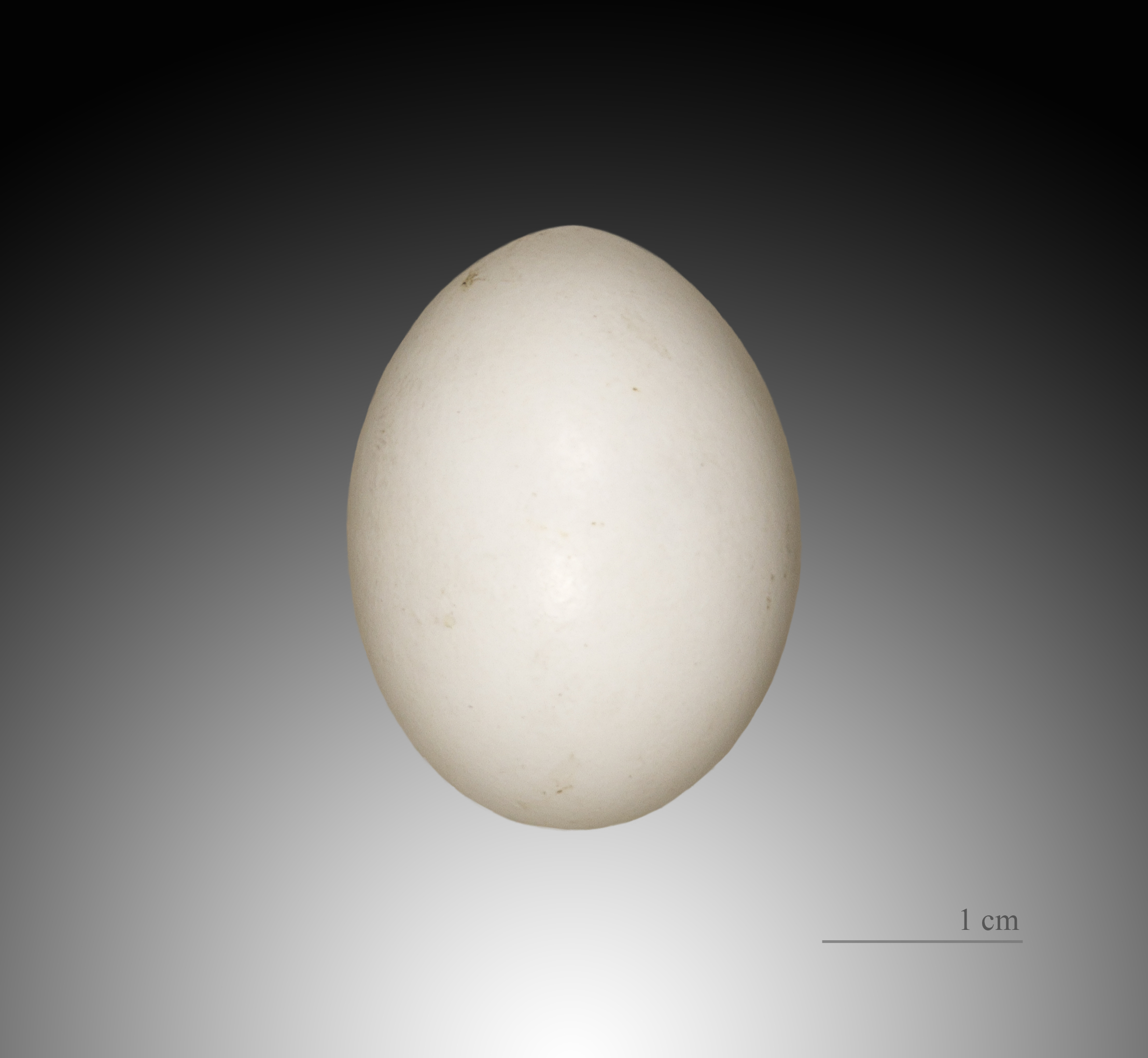
Jajo z kolekcji muzealnej

Jeden lub dwa lęgi w roku od maja do sierpnia, w zniesieniu dwa białe, eliptyczne jaja. Drugi lęg wyprowadza najczęściej w pierwszej połowie lipca.

### Wysiadywanie i dorastanie
Jaja wysiadywane są przez okres około 15 dni przez rodziców na zmianę. Oboje też ogrzewają i karmią pisklęta. Po dwóch tygodniach młode potrafią już latać. Pisklęta, rzekome gniazdowniki, opuszczają gniazdo po około 20 dniach. Większość tych ptaków odlatuje na zimowiska już pod koniec sierpnia. Wtedy, na przełomie lata i jesieni, tworzą stada, w których prowadzą swe długie wędrówki.

## Pożywienie

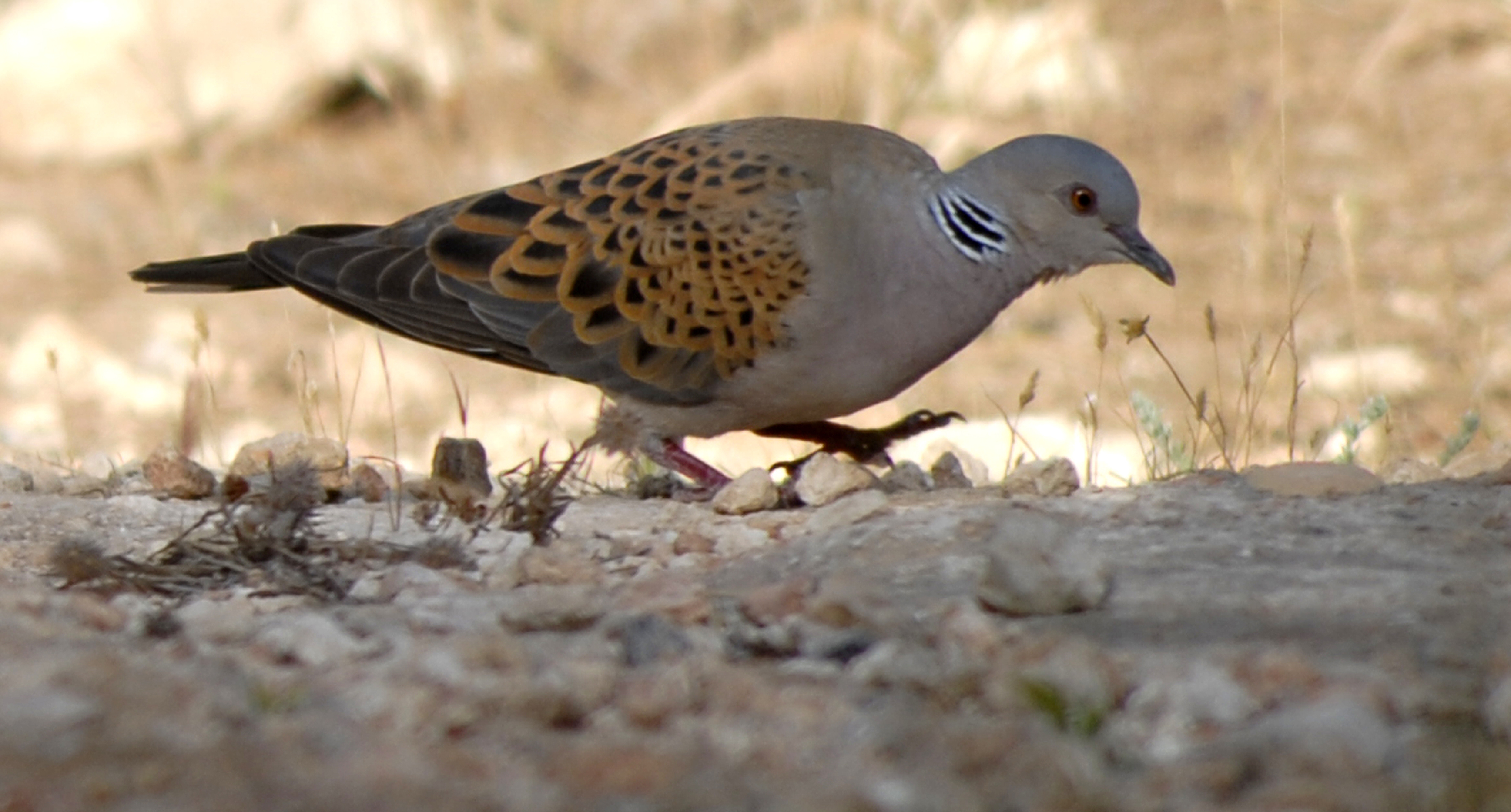
Turkawka w czasie żerowania, Hiszpania

Preferuje dietę roślinną – drobne nasiona chwastów i zbóż, głównie traw, pączki, owoce zbierane na ziemi.
Jej żerowiska znajdują się na terenach otwartych, gdzie pokarmu szuka wraz z innymi gatunkami gołębi.

## Status i ochrona
Międzynarodowa Unia Ochrony Przyrody (IUCN) od 2015 roku uznaje turkawkę za gatunek narażony (VU – Vulnerable); wcześniej klasyfikowano ją jako gatunek najmniejszej troski (LC – Least Concern). Liczebność światowej populacji, obliczona w oparciu o szacunki organizacji BirdLife International dla Europy z 2015 roku, mieści się w przedziale 12,8–47,6 milionów dorosłych osobników. Trend liczebności populacji uznaje się za spadkowy.
Na terenie Polski gatunek ten jest objęty ścisłą ochroną gatunkową. Na Czerwonej liście ptaków Polski został sklasyfikowany jako gatunek narażony (VU). W latach 2013–2018 liczebność populacji lęgowej turkawki na terenie kraju szacowano na 22–37 tysięcy par. Od 2007 do 2018 roku liczebność populacji lęgowej turkawki w Polsce spadła o około 34%.
W Europie niegdyś był to bardzo liczny gatunek. Obecnie populacje stale się zmniejszają. Główną przyczyną zaniku turkawek są polowania na nie w czasie przelotów, a na lęgowiskach niszczenie olsów, coraz bardziej intensywne rolnictwo, wycinanie żywopłotów, łączenie gruntów, które zabierają im naturalne siedliska.